# 2014 SG378
2014 SG378 est un objet transneptunien faisant partie des objets épars avec un diamètre estimé à environ 200 km.